# Мельник, Юджин
Юджи́н (Евге́ний) Ме́льник (англ. Eugene Melnyk; 27 мая 1959, Торонто — 28 марта 2022) — канадский бизнесмен. Был первым владельцем и председателем профессиональной хоккейной франшизы «Оттава Сенаторз», выступающей в Национальной хоккейной лиге.

## Биография
Начинал карьеру в канадском Торонто.
Отец родом из города Черновцы, в 1940-х годах переехал в Канаду, где работал доктором. Юджин продолжил дело своего отца и также стал врачом. После его смерти начал работать в рекламе фармацевтической продукции. В 1989 году основал фармацевтическую компанию, которая занималась разработкой и исследованием новых медицинских препаратов. Стал совладельцем одной из крупнейших канадских фармацевтических корпораций «Biovail Corporation» с ежегодным доходом в 1 миллиард долларов США.
Владел хоккейным клубом «Оттава Сенаторз», за который заплатил 120 000 000 долларов США.
Занимался разведением лошадей, владел ранчо во Флориде, где содержал более 550 отборных лошадей, участвовавших в различных соревнованиях.
Ю. Мельник так объяснял секрет своих достижений: нужно много работать и привлекать к своему бизнесу профессионалов.
С февраля 1991 года жил с семьёй на Барбадосе.
На родину своих родителей Юджин впервые приехал после получения Украиной независимости — в середине 90-х годов.
Ю. Мельник владел украинским языком, стремился помогать родине своих родителей преодолеть трудности и войти в круг экономически успешных стран мира.